# 児童相談所一時保護所
児童相談所一時保護所（じどうそうだんじょ いちじほごしょ）は、児童相談所に付設し、児童福祉法第33条第1項に基づき保護が必要な子どもを一時的に保護するための施設である。こども家庭庁所管。
2025年4月の参議院で可決成立した改正児童福祉法及び児童虐待防止法では、児童相談所に一時保護された子どもに悪影響がある場合、虐待の疑い段階であっても保護者の面会や通信を制限できるようにすることに法的位置づけが与えられた。2025年6月1日より、一時保護に親権者が同意した場合などを除き、児童相談所は「一時保護状」を裁判所に請求し裁判所が必要性を判断する司法審査が導入された。

## 概要
児童虐待防止法では、児童虐待に係る通告（児童虐待防止法第6条第1項）又は市町村等からの送致（児童福祉法第25条の7第1項第1号等）を受けた場合、子どもの安全の確認を行うよう努めるとともに、必要に応じ一時保護（児童福祉法第33条第1項）を行うものとされ、その実施に当たっては、速やかに行うよう努めなければならないとされている（児童虐待防止法第8条）。
厚生労働省によると、関係者の意思に反して行う強制的な制度は、通常は裁判所の判断を必要とするが、児童福祉法の一時保護については裁判所の事前事後の許可も不要。このような強力な行政権限は、諸外国の虐待に関する制度としても珍しく、国内にも類似の制度はない。強力な制度であるがゆえに、被虐待児の救出のためには非常に有効で、必要な場合には積極的に活用することが期待されているが、保護者の反発も大きいことは避けられないとされている。
児童福祉法第12条の4に基づき、必要に応じて児童相談所に付設もしくは児童相談所と密接な連携が保てる範囲内に設置され、虐待、置去り、非行などの理由により子ども（おおむね2歳以上18歳未満）を一時的に保護する。全国に児童相談所209か所に対し、136か所（平成28年4月1日現在）設置されている。
各都道府県に最低1カ所あり、全国には2018年10月時点で計137カ所ある。
一時保護所以外の一時保護は、児童相談所運営指針で「法第33条の規定に基づき児童相談所長又は都道府県知事等が必要と認める場合には、子どもを一時保護所に一時保護し、又は警察署、福祉事務所、児童福祉施設、里親その他児童福祉に深い理解と経験を有する適当な者（機関、法人、私人）に一時保護を委託する（以下「委託一時保護」という）ことができる。」と規定されている。
虐待通報の後は、児童相談所が48時間以内に目視で安全確認を行う。28年度埼玉県の資料によると、虐待通告受付件数11,639件のうち、虐待あり84.8%、虐待なし15.2%となっている。また、ある児童相談所では近隣住民で通報した人は人口の0.02%、1万人に2人しか虐待通報をしていない計算になるという。 一時保護に至った事例でも6割が帰宅、約2割が児童養護施設や里親家庭措置となっているという。
厚生労働省雇用均等・児童家庭局総務課調べ（平成26年4月現在）では、年間平均入所率が100%を越える一時保護所は6か所。また、81 - 100%の一時保護所は24か所（平成25年1月から12月の間の一時保護所（132か所）の平均入所率）となっていた。
児童相談所運営に関わる事務は地方分権一括法により機関委任事務が廃止され、地方自治法に基づく都道府県の自治事務となった。児童相談所の処分としては、一時保護決定と入所措置決定などがあり、これらは行政処分として裁判所への行政事件訴訟の対象となるほか、行政内部の不服申立てとしての行政不服審査の対象となる。
兵庫県明石市は2021年4月から、個々の事案ごとに一時保護の妥当性をチェックする「子どものための第三者委員会」を創設し、全国初の仕組みとして保護の直後に弁護士らの委員が全ての子どもと面会、2週間後には児相の判断が覆る可能性もある仕組みを開始する。虐待の疑いで児相に一時保護された乳児が、1年以上両親と面会できなかったが裁判で虐待が認められなかったことを背景として保護の妥当性のチェック制度を策定した。
各地区により運用が異なり子どもの権利が制限される場合があったことから、子ども家庭庁は、市民から意見を募るパブリックコメントなどを経て、統一基準を作成して2024年3月にも内閣府令として公布し、4月に施行をすることとした。
令和4年（2022年）6月に成立した児童福祉法改正法において、一時保護を行う全ての場合で、内閣府令該当性に加え、一時保護の必要性があることが要件となる。更に、一時保護の開始時の司法審査が導入され、令和7年（2025年）6月1日に施行となる。試験運用では1県当たり8時間を要し、常時多忙な児童相談所に対し、弁護士配置などによる現場の負担軽減が望まれている。
また、子ども側の立場から、兵庫県弁護士会は、令和3年より兵庫県及び明石市の「子どもの意見表明支援員（子どものための代理人）制度」導入に協力し、一時保護の子どもを対象に、意見表明支援員として弁護士を派遣する取り組みを開始している。

### 保護理由
平成27年度一時保護36950件のうち、一時保護所での一時保護が23276件、児童福祉施設等への一時保護委託が13674件となっている。保護理由については、「児童虐待」が49.9%と最も多く、次いで、「虐待以外の養護」が25.5%となっている。「非行」を理由とするものも3536件で15.2%にのぼっている。
平成28年度厚生労働省公表速報値では、児童相談所での虐待対応相談件数は122,578件であり、主な増加要因は心理的虐待に係る相談対応件数の増加（対前年度14,487件増）、警察等からの通告の増加（対前年度16,289件増）となっている。経路別件数では、警察からの通告が54,813件で全体の45%を占めており最多となっている。警察からの通告が増加した背景には、警察庁の平成28年4月1日付丁少発第47号等通知「児童虐待への対応における関係機関との情報共有等の徹底について」による、全国の警察機関への確実な通告の実施及び児童相談所等関係機関に対する事前照会の徹底の指示が影響している。
一時保護は虐待が理由だけではないため、2020年4月に愛知県では、保護者が新型コロナウイルスに感染して子どもの養育が困難となったひとり親家庭で、小学生のきょうだい二人を一時保護した。子どもの受け入れに当たり、それまで一時保護所にいた他の子どもは民間の児童養護施設に移したと報道されている。
社会福祉法人恩賜財団母子愛育会の平成26年度調査によると、入所者はその7割に虐待が存在し、加害者は女性養育者が7割、男性養育者が4割関わり、家族2名以上がかかわったケースは4分の1である。保護された集団の7割が離婚歴があり、また女性養育者にアルコール問題があると虐待が高頻度である。保護児童の精神症状・問題行動は一般より多く、入所者の虐待は性的虐待が13.03歳でそれ以外は9歳から10歳と分析されている。また絶対的な職員人数不足や夜間体制について労働基準監督署から指摘を受ける施設がある状況、資金不足から寄付を募る職員の存在など、予算不足に起因する問題について提起されている。

### 一時保護の割合、入所先、退所先
平成27年度の児童虐待相談対応件数は103,286件であり、そのうち17,801件(17.2%)が一時保護となり、更に施設入所に至ったのは4,570件(4.4%)となっている。入所先は2,536人が児童養護施設、乳児院が753人、里親委託等464人、その他施設817人となっている。兵庫県における、こども家庭センターでの一時保護が困難な場合での他機関への一時保護委託では、平成28年度は全675件の委託のうち、児童養護施設が221件(32.7%)と最も多く、次いで警察が209件(31.0%)、乳児院が78件(11.6%)となっている。
東京都の一時保護後の退所先別集計では、平成28年度は全2071件中、帰宅が1273件で最多、次いで児童福祉施設入所359件、他の児童相談所・機関に移送404件となっている。

### 施設の整備及び運営基準
児童福祉法施行規則第35条により、一時保護所の施設の設備及び運営については、児童養護施設に係る児童福祉施設最低基準の規定（家庭支援専門相談員に係る部分並びに同令第42条第6項ただし書及び第45条の3を除く）を準用する。
平成30年7月6日、厚生労働省は「子どもや保護者の同意がなくとも、子どもの安全確保が必要な場面であれば、一時保護を躊躇なく行うべきである。」と児童相談所運営指針の一時保護に関連する記載を削り、新たに策定した『一時保護ガイドライン』で定めている。
2019年6月公布の児童虐待防止対策の強化を図るための児童福祉法等の一部を改正する法律により、令和4年度までに「児童の保護及び支援に当たって、児童の意見を聴く機会及び児童が自ら意見を述べることができる機会の確保、当該機会における児童を支援する仕組みの構築、児童の権利を擁護する仕組みの構築その他の児童の意見が尊重され、その最善の利益が優先して考慮されるための措置の在り方について検討を加え、その結果に基づいて必要な措置を講ずるもの」とされている。三重県では子どものアドボケイト（代弁者）制度を試験導入し一時保護所でも子どもの意見を聞く取り組みを行った。
従来では親の暴力により帰宅したくない希望を持つ子供が一時保護所がいっぱいで帰宅させられるなどの処遇があったが、2020年には大分県でも地元の大分大学と連携して「アドボケイト」と呼ばれる、意見表明支援員の養成を始め、岡山県の児童相談所でも、県の審議会から委託を受けた弁護士が一時保護された子どもと面会し、意見を聴く取り組みを開始し改善が図られてきている。

## 職員配置基準
必置とする職員
- 児童指導員、保育士
- 嘱託医
- 心理療法担当職員 - 児童養護施設は心理療法を要する子ども又は保護者10人以上の場合に配置
- 個別対応職員 - 児童定員10人以下の場合は置かなくても可、児童養護施設は定員にかかわらず必置
- 栄養士 - 児童定員40人以下の場合は置かなくても可
- 調理員 - 調理全部委託の場合は置かなくても可
- 保健師・看護師 - 乳児が入所する場合は必置
- 職業指導員 - 実習設備を設けて職業指導を行う場合に必置

平成28年10月施行の法改正により、都道府県は、児童相談所に、①児童心理司、②医師又は保健師、③指導・教育担当の児童福祉司（スーパーバイザー）を置くとともに、弁護士の配置又はこれに準ずる措置を行うこととなった。
福祉職については、行政側が福祉職採用者は配置職場が限定的になること、また福祉分野は歴史的に反権力・反当局活動を行ってきた経緯から採用の停止・人数の減少が行われてきたと元県庁職員により語られている。この結果、福祉的分野も事務（行政）職が従事している場合がある。
平成26年度現在の厚生労働省調査では、所長においては、全国平均で福祉等専門職による採用が約54%、児童福祉司においては、全国平均で福祉等専門職による採用が約68%、児童心理司においては、全国平均で福祉等専門職による採用が約95%となっている。ほか、スーパーバイザー、教員（元教員含む）の配置及び弁護士との連携を行っている。
医師については、平成22年5月10日現在で、全国の205か所の児童相談所では32か所に専任または兼任の医師が配置され、全国で45名の医師が児童相談所業務に携わっていた。常勤医の児童相談所に配置があったのは、15の都道府県と11の政令市で、中核市1か所だった。専任者は12名（30%）で、残りの28名（70%）は児童相談所以外の機関で兼務していた。なお、児童相談所運営指針においてもすべての規模の児童相談所に「精神科を専門とする医師」を職員として置くことが示されているが「嘱託も可」とされている。
国は一時保護所の職員の研修内容、時間数について定めていないため自治体での対応にばらつきがあり、児相設置自治体の4割強が、一時保護所の児童指導員や保育士に対して、子どもの行動観察とその記録方法についての研修を行っていないことが報道されている。

## 一時保護の具体例
一時保護の具体例としては、次のものが挙げられている。
緊急保護
棄児、家出した子ども等現に適当な保護者又は宿所がないために緊急にその子どもを保護する必要がある場合
虐待、放任等の理由によりその子どもを家庭から一時引き離す必要がある場合
子どもの行動が自己又は他人の生命、身体、財産に危害を及ぼし若しくはそのおそれがある場合
行動観察
適切かつ具体的な援助指針を定めるために、一時保護による十分な行動観察、生活指導等を行う必要がある場合
短期入所指導
短期間の心理療法、カウンセリング、生活指導等が有効であると判断される場合であって、地理的に遠隔又は子どもの性格、環境等の条件により、他の方法による援助が困難又は不適当であると判断される場合

## 設備費
中核市で開設された一時保護所では、平成20年開設の25名定員では約4億9千万、平成21年12名定員では約2億5千万整備費に要している
。中核市である明石市では市議会は全会一致で賛成のうえ、児童相談所を市の中央JR駅前に設置し、個室風呂付の一時保護所も設備した。国基準を上回る人員を配置し、基準以上の人件費は全て明石市負担となっている。衆議院厚生労働委員会において泉市長は職員と財政面での問題があるとしつつも、中核市に児童相談所を設置することを決めることが重要と語っている。また金沢市とか横須賀市では運営費に12億から13億かかり、国や県からの支援が大体4億円ぐらいあるといっても、差し引くと8億円以上かかることも審議の中で中核市に児童相談所が増えないネックとして挙げられている。

## 国庫負担金
児童福祉法第53条により、一時保護所の負担等は、都道府県が1/2、国が1/2となっている。平成11年4月30日厚生省発児第86号厚生事務次官通知「児童児童福祉法による児童入所施設措置費等国庫負担金について」において、国の交付について定められている。一時保護所に保護されている児童等の実績により変動する保護単価は「事務費」と「一般生活費」に適用され、総額に影響する。交付額は交付要綱第4の2の表により定められ、一時保護所の「事務費」の支弁額は前年度の一時保護延べ人日実績により算定された利用人員の該当する保護単価を使用し、別表1の(11)一時保護所の表により、1施設年額、最高額73,322,490円（東京都特別区、定員66 - 70人）から最低額846,030円（その他地区。定員5人まで）となっている。平成29年現在、保護1人当たり130,767円から92，579円相当の月額となっている。また、「一般生活費」は日額1,600円（乳児は1,850円）、被服の支給を要する場合には3，240円となっている。このほか、被虐待児や乳児を受け入れた場合には加算がある。なお、被服金を除いた実支出額または支弁総額では、少ない方の額を算定基準とする。
鳥取県の平成29年度当初予算一般事業（公共事業以外）、（款：民生費 項：児童福祉費 目：児童福祉総務費）「一時保護所費」では、事業費76,688千円に対して、歳入は国庫支出金7,599千円、その他362千円、残りは一般財源が68,727千円で予定されている。このほか、歳出では人件費44,509千円も計上されている。
なお、臨時行政調査会により高額補助金の総合的見直しが提言され、それにより昭和60年度には暫定的に社会福祉施設の措置費の国庫負負担割合が8割から7割に低減し、更に昭和61年度から5割に再度引き下げされている。東京都では国基準の一時保護委託費の設定が安価すぎ受託者側の負担が大きかったため、現在では是正措置のため上乗せ支給をしている。

## 警察との連携
警察では、児童虐待の防止等に関する法律第10条により、児童相談所長が児童の安全確認、一時保護を行う場合において、必要に応じて警察署長に援助を求めることができるため、援助の要請等がなされた場合、警察官が児童相談所の職員とともに現場に臨場するなどの対応を行う。このほか、児童相談所の職員が行う臨検・捜索に関する合同研修等の実施、児童相談所への警察官OB等の配置等を推進している。
また、茨城県や高知県では県警と、児童相談所が得た虐待にかかわるすべての情報の共有を行っている。
なお、児童相談所における臨検・捜索の実施状況等については、平成20年4月に臨検・捜索制度が施行されてから平成26年3月までの5年間で、実施件数は、7件にとどまっている。
児童相談所の職員配置では、平成29年4月1日現在全国の児童相談所に、警察官29名、警察官OB162名、教員119名、教員OB124名となっている。

## 問題点と課題
児童相談所職員の支援と介入の機能分化
児童相談所の職員は日常的な困難家庭への支援を行うが、同時に子供の身に危険があると判断した場合には一時保護に踏み切る制度となっている。このため、同じ職員がその両面を担う場合には信頼関係の構築が崩れるため無理があると現場職員は考えている。また、一時保護を行うことで、死んでやる、家族に害を与えるなどの恫喝行為がある保護者の強い敵意に晒されることが日常的に起こっている。東京都では虐待対策班と地区担当が保護後も継続支援する事案には対応する仕組みとなっている。
一時保護の長期化
一時保護の期間は原則として2か月を超えてはならないとされているが、平成27年福祉行政報告例によると都道府県別一時保護所の平均在所日数は29.6日となっており、山形県51.3日、千葉県48.8日など突出した県も存在する。2017年児童虐待対策を強化する改正児童福祉法が14日の参院本会議で全会一致で可決、成立したが、児童相談所による子供の「一時保護」が長期化する場合、家裁の承認を必要とすることを明記してる。
ただし、厚生労働省の新たな社会的養育の在り方に関する検討会では「実際児福審などを通して更新され、長い子どもなら6カ月というケースもある」と語られており、カリフォルニア州のオレンジカウンティでは、日本同様の一時保護は72時間を限度と捉えていることも審議されている。人口が多いところ、社会的養護の受け皿がほぼ満杯なところは、一時保護所の期間も長くなっていく傾向にある。
管理体制
児童相談所の一時保護ついては「行政による神かくし」と表現する者もおり、日常から切り離された児童たちが強いストレスを抱えることがある。
施設に住み込み取材を行った者からは、自由が著しく制限されていること、例えば、一時保護所に入る際、私物は全て没収され、多くの保護所内は、窓は5センチほどしか開かず、もし保護所から逃げ出してもすぐに保護できるようにと、子どもたちは靴下で、職員はスニーカーで過ごすなどの閉鎖性について問題提起されている。「刑務所みたいなところだった」と表現する入所経験者もいる。
神奈川県相模原市では、児童相談所の一時保護所が、困り事などを書いて入れる「意見箱」の用紙1枚がなくなったため、身体検査として女性職員が入所している少女8人を全裸にさせていたという行き過ぎた管理による人権侵害も起こっている。
一時保護所はその管理体制から、そこでの経験は多くの子どもにトラウマに近いストレスを与える性質のものだと話す医師もいる。3か月入所していた児童は、施設ではよく叱られて息が詰まるようだと語り、自分を殴る母のいる家でも帰ることを希望していた状況にあった。
2020年4月、札幌市児童相談所の一時保護所において、一部の子どもをトイレなど最低限の場合以外は個室の外に出さず、事実上「拘束」していると道内の児童自立支援施設から改善を求められていると報道されている。
また元職員からは児童に対し、職員も心のケアをまったく配慮できていないとの指摘がある。厚生労働省の新たな社会的養育の在り方に関する検討会でも、施設の課題として、非常勤職員が多く、また多くの保護所はニーズに見合う質と量の確保がされていないこと、一時保護所のマニュアルに関しては、全国の自治体のうち47%しか作成されていないと審議されている。
管理体制に問題が生じることもあり、横浜市の児童相談所一時保護所では2006年当時3歳児の保護児童にアレルギー源を含む食事を与えて過失により死亡させた。
2010年11月には、保護彦根子ども家庭相談センター一時保護所において、嘱託職員の男性（57）による入所男子児童（13）（10）（5）の就寝時でのわいせつ事件が起こっている。
2019年8月には未就学の女児にわいせつな行為をしたとして、宮城県で、強制わいせつの疑いで仙台市児童相談所職員（30）が逮捕された。鳥取県では、米子市にある児童相談所の男性職員（76）が一時的に保護していた女子高校生にキスするなどの行為を繰り返し2020年1月に解雇された。2021年5月には、出所後ではあるが、横浜市中央児童相談所で一時保護された少女2人にそれぞれわいせつな行為をしたとして、一時保護された子どもの指導職員を担当していた、23歳男性及び27歳男性を逮捕した。
2021年11月には、和歌山県の児童相談所に勤める男性職員(29)が、一時保護していた10代の少女に児童相談所の施設内でわいせつ行為をして逮捕された。
2018年1月には愛知県の施設で非行で保護された16歳の少年が居室内で自殺した。父親が引き取りを拒んでいたという。
1965年には山口県で宿直の児童福祉司が保護児童を連れ出そうとした侵入者に刺殺、同年愛知県では宿直の心理判定員が保護児童にバットで殺害、1985年名古屋市では夜勤保母が入所児童に絞殺、1987年には青森県で専任宿直員が外部から保護児童を連れ出そうとした侵入者に殺害されている。またオウム真理教教団施設より100人以上の要保護児童を保護した際には抗議行動が行われている。このように職員や施設が危険にさらされることもある。
厚生労働省は虐待された子供などを一時的に保護する「一時保護所」について、2017年6月に第三者評価のための基準を設ける方針を固めた。現在は職員の子供への対応の質などに、ばらつきがあると指摘されているため、共通基準に基づく客観的な評価を導入する。なお、東京都福祉保健局では既に外部評価を公表している。児童養護施設などは３年に１回以上、第三者評価を受けることが義務付けられているが、一時保護所は任意であり厚労省は昨年４月時点で外部評価を取り入れているのは24％としている。一時保護所の環境改善のため関東地方の若手職員らが「いちほの会」を立ち上げ交流と勉強を行っている。
2019年3月東京都第三者委員会では、子どもを管理するルールを「過剰な規制で人権侵害にあたる」と指摘した。
保護された子供が喧嘩や自傷などでけがをしていることが多発しているとの報道がある。
施設環境
各地の施設を見学した泉房穂明石市長は、一時保護所が小さい部屋に24人詰め込みのタコ部屋状態であったり、外にある庭が周りのマンションから見えてしまっている場所がある施設があり、それらを劣悪な環境で子供をいじめていると評している。
混合処遇
また、一時保護所では非行児童と被虐待児を混合処遇することで生じていると職員が感じている困難性もある。それは虐待・保護者不在などで保護が必要な児童と、不法滞在の外国人で処遇決定までの期間の子ども、中学卒業で非行に走っている子ども、警察の身柄付通告の非行児童など多様な対象を一つの施設で保護することから起因する。子どもが器物破損や職員・他の子どもへの暴力を行うことも事件も発生している。また、一時保護所は「児童相談所運営方針」により子どもを鍵のかけた個室に拘束することを禁じているため、子どもが中から出ていくことが可能なつくりとなっているため、無断外泊するなど許可なく施設を出る子どももいる。
教育に関する問題
児童福祉法に基づく一時保護が行われている児童生徒は，当該措置が行われる間，学校へ通うことができなくなることがある。児童相談所の一時保護所で一時保護が行われている児童生徒の中には，当該施設において，相談・指導を受け，学校における学習活動に遅れが生じないよう努力している者もいる。このような者の努力を学校として評価し支援するため，一定の要件を満たす場合には，当該施設において相談・指導を受けた日数を指導要録上出席扱いとすることができることとしている。なお、入所児童の在籍校は原則前と変わらないため、一時保護所の近隣の公立小中学校に通うことはない。入所児童の学習は施設内で行われる。入所経験者は一番つらいかったこととして、一時保護所にいると勉強が全然できないことを挙げてる。出てきたあとの学校での勉強についていくことが困難な状況を生み出していたことを語っている。
家庭環境から逃れるために自ら教員に相談して一時保護に至った子供本人は一時保護に感謝を示しつつも、2か月間荷物が没収されたことと授業が受けられないことによる学習の遅れについて困ったことを明かしている。
処遇にまつわる問題
一時保護所に子どもを拉致されたという親などによる児童相談所バッシングが起こることもあるが、一方で一時保護をしていた児童が家庭に戻った後、虐待死した場合には、児童相談所の処遇が問題視されることがある。
兵庫県三木市では、父親から虐待された女児の保護をめぐり、兵庫県三木市立小学校の校長（当時）や市議が、保護にあたった養護教諭のことを父親に漏らしたため嫌がらせを受け休職を余儀なくされ、後に養護教諭が自殺した事件が起こっている。
本人からの保護申し出に対応が図られないことがあり、両親から虐待を受けて保護を求めた中学2年生男子が、放置された結果自殺した事件も発生している。
長期待機
東京都の児童福祉審議会専門部会では、児童養護施設内で暴力や性被害・加害が起こり、その結果として児童の一時保護利用を施設が希望したが、1か月、2か月待ちになるという課題が語られている。
保護解除の判断や時期の妥当性
2019年島根県安来市では男児（10）が一時保護解除後約一週間後に刺され死亡した。重体で発見された母から無理心中をはかられたとみられており、後に母は死亡した。保護解除の判断や時期の妥当性が島根県で検証されている。
離婚後に引きとった親と折り合いが悪く、一時保護を繰り返すも家庭に戻された結果子供が自殺に至った事案もあり、共同親権が実現されるか、または親権がない保護者の意向も児童相談所が施設措置する子供の養育に反映されるようになれば子供の福祉に寄与する可能性がある。
千葉県では、小学校4年の女児が虐待死したことから、再発防止のため「子ども虐待対応マニュアル」で児童相談所が子どもの一時保護を解除する際に、専門家の意見を踏まえた「判定会議」を必ず開き、解除が適切かどうか厳格に協議することなどを盛り込んだ。
親子の面会制限
明石市の乳児が原因不明の骨折で1年3カ月児童相談所に保護され、親子の面会も月1～2回で虐待を認めない場合に帰宅指導を行わないとの方針があったと報道されている。明石市長は一時保護が遅れると救われない事例が出るとしつつも、本件の対応を検証する趣旨の発言をしている。2020年11月、明石市ではこの事件を踏まえ、児童相談所で一時保護された子どもが希望した場合、保護者との面会が毎日できる運用を始め、また学校に通学するため職員による付き添いや車での送迎体制を整えることを決定した。明石市長は一時保護が遅れると救われない事例が出るとしつつも、本件の対応を検証する趣旨の発言をしている。

## 司法審査関与について
一時保護は児童福祉法第33条に基づいた行政処分であるに関わらず、「誘拐」と保護者から批判されることには、事前予告なく一時保護の後に告知がなされることにより、児相の勝手な判断で不当な連れ去りが行われたとの思いを生むのではないかとの現場での指摘がある。権利擁護の観点からも、子どもには父母の意に反して父母から分離されない権利があり、子どもの最善の利益のために分離を要するときには司法審査を経なければならないと子供の権利条約第9条第1項で規定があることへの懸念もある。また、保護者等から子どもを引き離し、児相の保護下に置くため、親権者の親権及びそのほかの権利、または子どもにも居住権の制限を生むため、手続きの適正化のために司法審査を導入すべきとの声（いわゆる「ブレーキ論」）もある。一方で、児相の行政権行使に司法権が関与することで、行政権行使の適正化が公に認められるという意義（アクセル論）も司法手続きを支持している。
海外ではカリフォルニア州で子どもの保護から48時間以内に裁判所に公聴会申し立てが行われ、その24時間以内にそれを開催し、一時保護継続の要否判断が行われる。
平成28年4月1日から7月末までの4ヶ月間に一時保護が終了したケース10099件では、保護者は一時保護に最初から同意7920件、職権保護（保護者は不同意のまま）1013件などとなっている。厚生労働省の児相への調査では「児童相談所が行う一時保護について、保護者が提起する行政訴訟の他に司法審査の手続きを強化することが必要だと思うか」の問いに、必要である35%、必要ないが36%、その他28%と回答している。司法による事前の審査は20%、事後の審査は33%が支持している。しかしながら、司法審査の手続きを強化する場合は、児童相談所の体制と会わせて、受ける司法側も迅速かつ円滑な対応ができる体制を整える必要があるとの意見もある。
現在では、2か月を超えて一時保護を行おうとするときは2か月ごとに都道府県の児童福祉審議会の意見を聞かなければならないと定められているが、平成28年4月1日から7月末までの4ヶ月間に意見聴取を実施したケースでは、同意しなかった事例がなく、また仮に不同意の場合でも、同審議会の意見を考慮して最終的には児相の判断に委ねられているような規定になってないため、形骸化しており、一時保護継続可否も司法ですべきとの指摘もある。
2021年11月、厚労省子どもの養育や虐待対策の在り方を議論する社会保障審議会専門委員会において、虐待を受けた子どもを親と分離する一時保護の際に「一時保護状（仮称）」を取る司法審査を設けることが審議されている。
なお、父母の意に反して一時保護が行われた判例では、子どもの権利条約及び憲法上での権利に照らし合わせて一時保護について適法との見解が示されている。
児童虐待により逮捕された保護者等は、「しつけのつもりだった」と語る。しかし日本政府は、平成25年の国連人権理事会（普遍的・定期的審査）において、民法第822条で許される「懲戒」は「体罰」とは異なる概念である（「This provision does not allow for corporal punishment.」）と報告し、学校及び家庭内の体罰は禁止されていると発表しており、全ての状況における体罰を明示的に禁止することという勧告をフォローアップすることに同意している。また、2006年国連事務総長の子どもに対する暴力に関する報告書においてパウロ・ピネイロ氏は条約国に優先勧告として、あらゆる形の暴力を早急に禁じ、あらゆる体罰がこの範疇に含まれることを明示した。日本政府は2008年と2012年に人権理事会の普遍的定期審査（UPR）の調査で、体罰を禁じる勧告を受け入れている。国連の動きを受け、2013年8月には「子ども虐待の手引き」が改正され、「叩く」行為も身体的虐待に追加されている。
神奈川県大和市で2018年、7歳児の男子が母親から殺害された。きょうだい3人が相次いで死亡した経緯により、児童相談所が支援対象として該当男子を2回一時保護した。しかし児相が2回目の保護後に引き続きの施設への入所手続きを取ったが家裁に認められず、帰宅させて死亡に至った事件も起こっている。
令和7年（2025年）6月1日より、一時保護を行う全ての場合において、内閣府令該当性に加え、一時保護の必要性があることが要件となる。また一時保護の開始時の司法審査が導入される2025年6月1日より、一時保護に親権者が同意した場合などを除き、児童相談所は「一時保護状」を裁判所に請求し裁判所が必要性を判断する司法審査が導入された。

## 背景
出生率減少（少子化）の影響で1980年代半ばには措置児童が減少し、補助金も削減され、公立施設においてはその予算を他の福祉施設にまわすため閉鎖されるなどの状況で存続の危機にさらされていた児童養護施設が、国連や日本弁護士会から国連子どもの権利条約の批准を要請されるという衝撃およびマスコミによる家庭内児童虐待の「発見」、民間のホットライン開設による児童虐待注目により、90年代には新たな社会的役割期待に直面した。この結果夜間預かりの実施など施設の大改革期を迎えざるをえず、第二次大戦後最も大がかりな変容を遂げてきた。この流れに対し、「児童虐待問題」は少子化する日本において児童福祉をマーケットを活性化する重要な役割を持っており、国内の児童養護施設が民間経営であることから、既得権保持のため、措置児童数を一定数必要としているとの見解もある。
しかしながら、虐待通告相談件数は拡大し続ける一方で、社会的養護の受け入れ可能数は、施設・里親合計しても5万床であるがゆえに、通告の90%以上の子どもは自宅に戻されるため、戻された子どもは不適切な養育環境の中で居続けるという懸念を表明する者もいる。また、通告相談件数も、OECDの子ども人口と保護児童数の比率（2007年）ではフランス・カナダ・デンマークでは人口の1%を、ドイツなどでも0.8%を保護する中で、日本の0.17%の低さを虐待が未だ顕在化していないとの意見もある。
なお、ドイツを例にとると、代替的養護の利用者数は2012年12月末現在、里親養護が64,851人、施設養護が66,711人で、総人口に占める代替的養護（家
庭外ケア）の割合は人口1万人中13.8人（2010年）である。ドイツの少年局は、児童及び青少年の福祉が急迫の危険にさらされていれば、事前の親の同意または
家庭裁判所の関与がなくても、行政行為の一つとして、子どもを緊急かつ一時的に保護することができる。行政による児童虐待への対応が遅れて死亡事件が発生したため対応強化が図られている。また、ドイツ民法における親権に懲戒権は含まれていない。オーストラリアでも（一財）自治体国際化協会シドニー事務所によると、家族法に親子断絶防止のため条項が2006年明記され「親の権利」が強化されたが、面会中に児童が親に殺害されるなどの事件を受けて、2011年にさらなる法改正が行われ「フレンドリー・ペアレント」条項は廃止されて親の権利より子供の安全が重視されて面会交流の制限なども実施されている。